# Burnupia caffra
Burnupia caffra е вид коремоного от семейство Planorbidae.

## Разпространение и местообитание
Видът е разпространен в Ангола, Бурунди, Демократична република Конго, Замбия, Танзания и Южна Африка.
Обитава сладководни басейни, реки и потоци.